# Hutana Godang
Hutana Godang is een bestuurslaag in het regentschap Tapanuli Utara van de provincie Noord-Sumatra, Indonesië. Hutana Godang telt 1539 inwoners (volkstelling 2010).